# Microgonium chamaedrys
Microgonium chamaedrys là một loài dương xỉ trong họ Hymenophyllaceae. Loài này được Taton Pic. Serm. mô tả khoa học đầu tiên năm 1968.